# Голубокрылый колибри
Голубокрылый колибри (лат. Pterophanes cyanopterus) — южноамериканский вид птиц из подсемейства Trochilinae внутри семейства Trochilidae, выделяемый в монотипический род Pterophanes. Птицы обитают в субтропических и тропических влажных горных лесах, а также тропических и субтропических горных лугах и кустарниковых местностях; на высоте от 2600 до 3700 метров над уровнем моря. 

## Описание
Голубокрылый колибри является одним из самых крупных представителей семейства колибри, достигает длины 15,5—19 см, включая клюв длиной 3,6 см; самцы весят от 9,6 до 11,2 г, а самки от 8,4 до 11 г.

## Подвиды
Международный союз орнитологов выделяет три подвида:
- Pterophanes cyanopterus cyanopterus (Fraser, 1840) — восточные Анды в северной части Колумбии[1];
- Pterophanes cyanopterus caeruleus Zimmer, 1951 — Колумбия (центральные Анды и Анды на крайнем юго-западе страны)[1];
- Pterophanes cyanopterus peruvianus Boucard, 1895 — Эквадор, Перу и север Боливии[1].